# Думітру Павловичі
Думітру Павловичі (рум. Dumitru Pavlovici, 26 квітня 1912, Тімішоара — 28 вересня 1993) — румунський футболіст, що грав на позиції воротаря, зокрема, за клуби «Ріпенсія» та «ЧФР Тімішоара», а також національну збірну Румунії.
Чотириразовий чемпіон Румунії. Дворазовий володар Кубка Румунії. 

## Клубна кар'єра
У футболі дебютував 1931 року виступами за команду «Дачія», в якій провів два сезони. Протягом цих років виборов титул чемпіона Румунії.
Своєю грою за цю команду привернув увагу представників тренерського штабу клубу «Ріпенсія», до складу якого приєднався 1933 року. Відіграв за тімішоарську команду наступні вісім сезонів своєї ігрової кар'єри. За цей час додав до переліку своїх трофеїв ще три титули чемпіона Румунії, ставав володарем Кубка Румунії (двічі).
Протягом 1941—1946 років захищав кольори клубу «ЧФР Турну Северін».
1946 року перейшов до клубу «ЧФР Тімішоара», за який відіграв 5 сезонів.  Завершив професійну кар'єру футболіста виступами за команду «ЧФР Тімішоара» у 1951 році.

## Виступи за збірну
1936 року дебютував в офіційних матчах у складі національної збірної Румунії. Протягом кар'єри у національній команді, яка тривала 7 років, провів у її формі 18 матчів.
У складі збірної був учасником чемпіонату світу 1938 року у Франції, де румуни програли (3-3 і 1-2) команді Куби в 1/8 фіналу. Павловичі взяв участь тільки в стартовій грі.
Помер 28 вересня 1993 року на 82-му році життя.

## Титули і досягнення
- Чемпіон Румунії (4):

«Ріпенсія»: 1932-1933, 1934-1935, 1935-1936, 1937-1938
- Володар Кубка Румунії (2):

«Ріпенсія»: 1933-1934, 1935-1936